# Джалал-Абадский областной комитет КП Киргизии
Джалал-Абадский областной комитет КП Киргизской ССР — орган управления Джалал-Абадской областной парторганизацией, существовавшей в 1939—1959 и 1990—1991 годах.
Джалал-Абадская область образована 21.11.1939, 27.01.1959 упразднена, территория вошла в состав Ошской области.
Восстановлена 14.12.1990.

## Первые секретари обкома
- 1939-/1941/ Ващук, Николай Демьянович
- 1944—1945 — Никулин, Виктор Михайлович
- 1945—1946 Шабаев, Досу
- 1946—1949 Аманов, Мукталы
- 1949—1951 Джаналиев, Кадыралы
- 1951—1955 Аламанов, Баян
- 1955-27.01.1959 Балтагулов, Тюрегельди Балтагулович
- 1959—1990 Ошский областной комитет КП Киргизской ССР
- 02-08.1991 Кутманова, Зебикан Кутмановна